# Geografia Gwadelupy

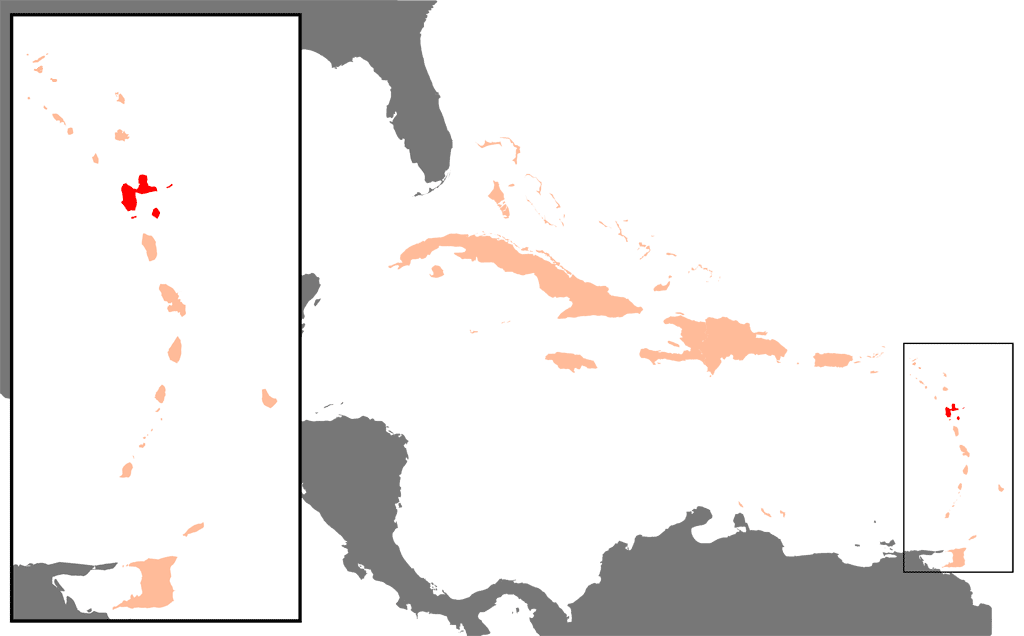
Położenie wysp

Gwadelupa jest terytorium zamorskim Francji, leżącym w Ameryce Środkowej, w archipelagu Małych Antyli. Gwadelupa, odkryta przez Krzysztofa Kolumba w 1493 roku, to region cechujący się tropikalnym klimatem i wulkanicznym krajobrazem. Składająca się z szeregu wysp Gwadelupa cechuje się także dobrze zachowaną przyrodą. Obecnie na Gwadelupę składają się: Gwadelupa (części: Grande-Terre, Basse-Terre), Marie-Galante, La Désirade i Les Saintes. Do 22 lutego 2007 w skład terytorium wchodziła również wyspa Saint-Barthélemy oraz północna część wyspy Saint-Martin, obecnie będące osobnymi terytoriami zależnymi Francji.

## Powierzchnia, skrajne punkty i granice
Powierzchnia – 1 628 km²

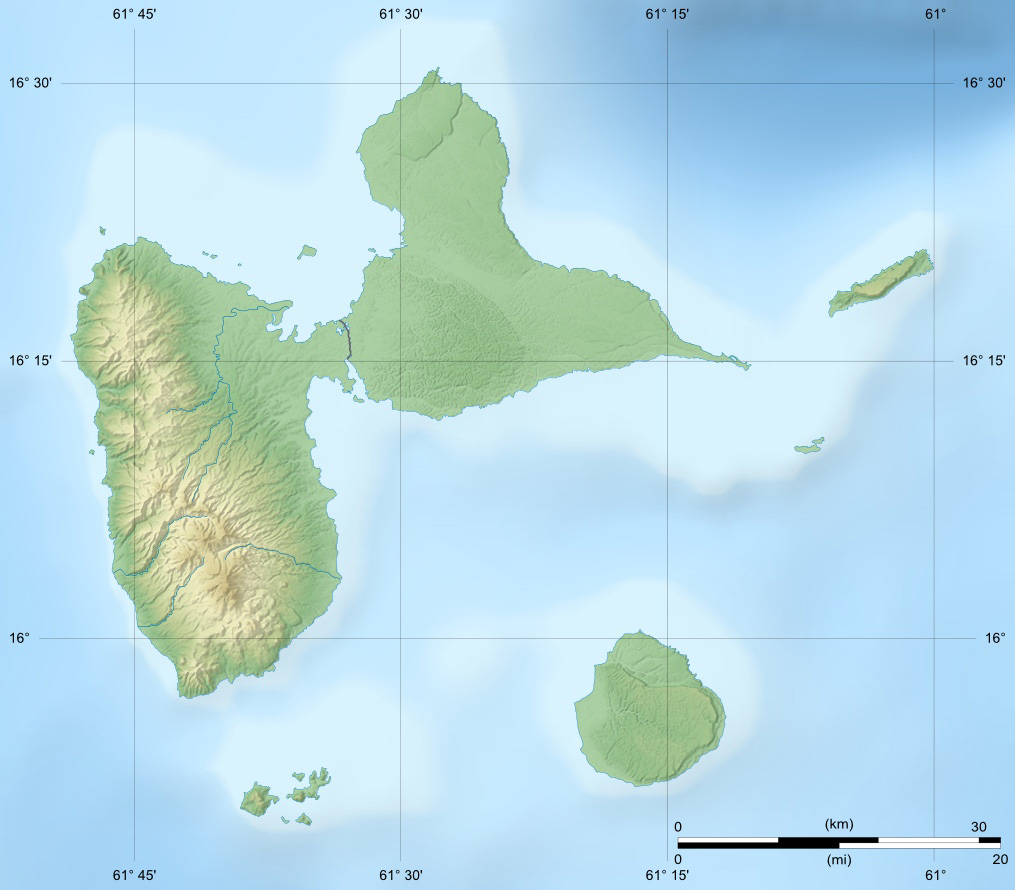
Mapa fizyczna wysp

Skrajne punkty: północny 18°30'N, południowy 15°50'N, zachodni 61°48'W, wschodni 61°00'W. Rozciągłość południkowa archipelagu wynosi 75 km, a równoleżnikowa 85 km.
Gwadelupa poprzez wody terytorialne Cieśniny Dominiki graniczy od południa z Dominiką.

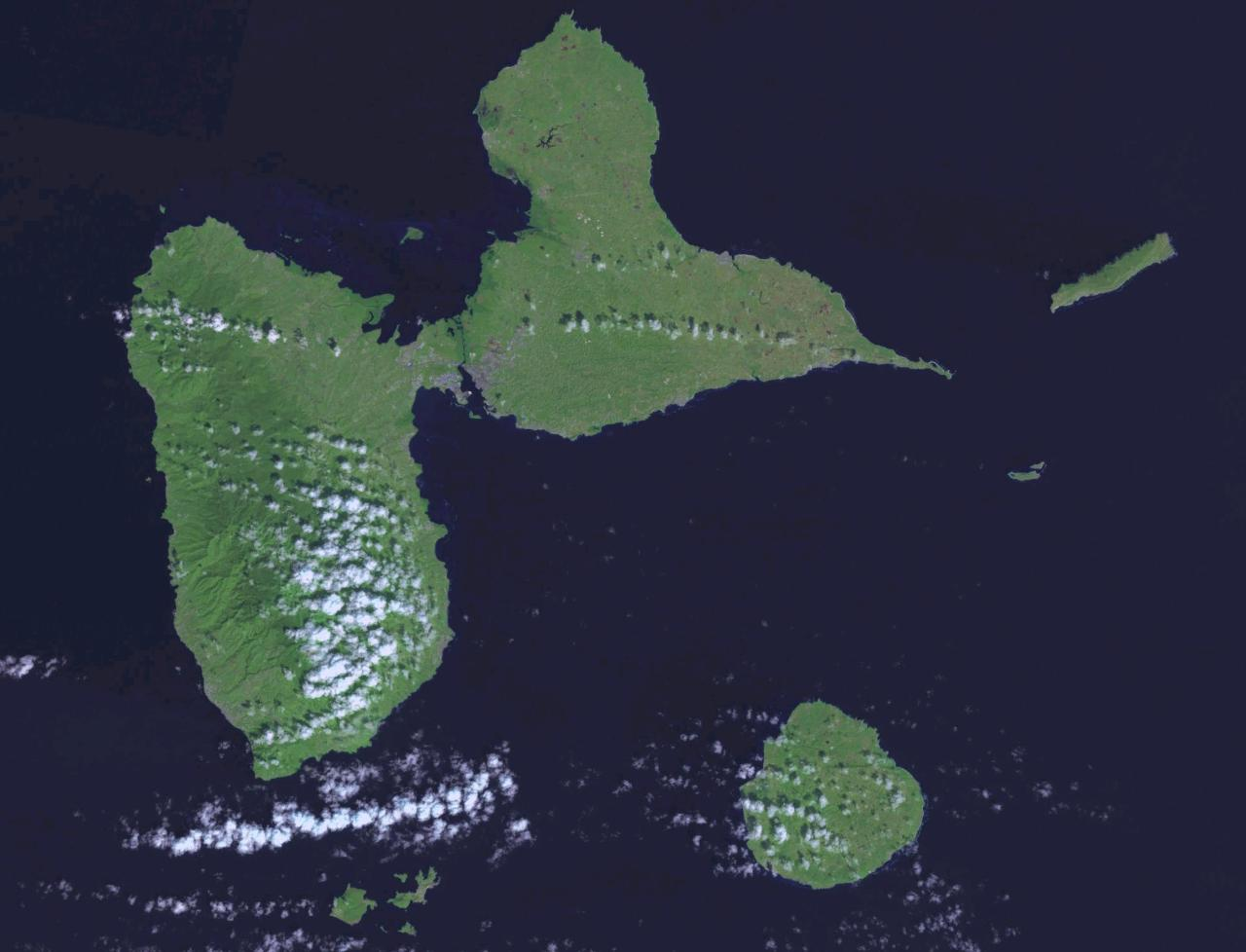
Zdjęcie satelitarne Gwadelupy

## Ukształtowanie poziome
Archipelag Gwadelupy składa się z kilku większych wysp i kilkudziesięciu wysepek, które od wschodu oblewa Ocean Atlantycki, a od zachodu Morze Karaibskie. W skład wysp wchodzą: Gwadelupa (1509 km²), Marie-Galante (149 km²), która leży na południe od głównej wyspy, La Désirade (27 km²), leżąca na wschód od Gwadelupy, grupa wysepek Les Saintes (12,8 km²), które leżą na południe od Gwadelupy i dwie wysepki Îles de la Petite Terre (4 km²), które leżą na południowy wschód od głównej wyspy Gwadelupy. 

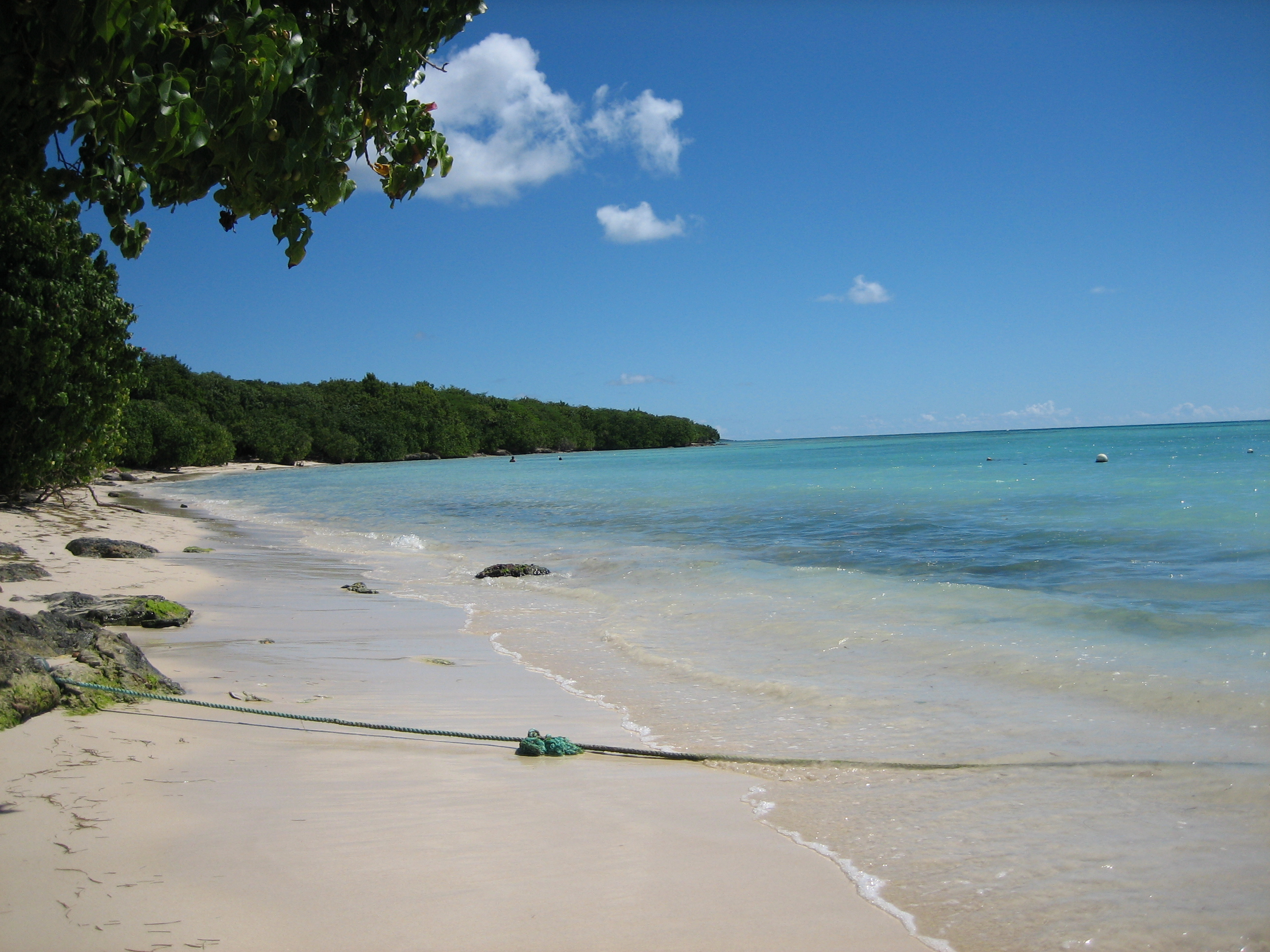
Wybrzeże na Gwadelupie

Linia brzegowa największych wysp jest stosunkowo słabo rozwinięta. Gwadelupa dzieli się na dwie części: zachodnią Basse-Terre i wschodnią Grande-Terre, które rozdzielone są wąskim kanałem – morską cieśniną zwaną Rivière Salée, czyli Słona Rzeka. Cała wyspa Gwadelupa posiada trzy duże, łagodne zatoki, które nadają jej charakterystyczny kształt. Marie-Galante jest owalną wyspą, pozbawioną zatok, Îles des Saintes mają umiarkowanie rozwinięte linie brzegowe, które charakteryzują się występowaniem serii niewielkich zatok i wyraźnych półwyspów. Îles de la Petite Terre i La Désirade mają słabo rozwiniętą linię brzegową, gdzie nie ma większych zatok. Wybrzeże jest urozmaicone. Wszystkie wyspy cechują się plażowym i skalistym wybrzeżem, a na Gwadelupie w okolicy Rivière Salée występuje wybrzeże namorzynowe. 

## Budowa geologiczna
Archipelag Gwadelupy należy do trzeciorzędowego i czwartorzędowego łuku wulkanicznego Małych Antyli. Wyspy cechują się odmienną budową geologiczną. Większość z nich jest wulkanicznego pochodzenia. Basse-Terre jest wulkaniczną częścią wyspy Gwadelupa, gdzie dominują czwartorzędowe skały wulkaniczne i czynne wulkany. Częściowo wyspa posiada w swym podłożu skały osadowe jakimi są rafowe wapienie pochodzące z trzeciorzędu i z czwartorzędu. Les Saintes jest całkowicie wulkaniczną wyspą, natomiast Marie-Galante i wschodnia część Gwadelupy – Grande-Terre, to wyspy gdzie występują tylko skały osadowe. W skład tych wysp wchodzą pochodzące z trzeciorzędu i z czwartorzędu wapienie rafowe i wapniste piaskowce. Odmienną budową cechuje się La Désirade, na tej wyspie występują jurajskie skały intruzywne i skały osadowe, które pochodzą z kredy z czwartorzędu. Wokół wysp wykształciły się współczesne rafy koralowe.

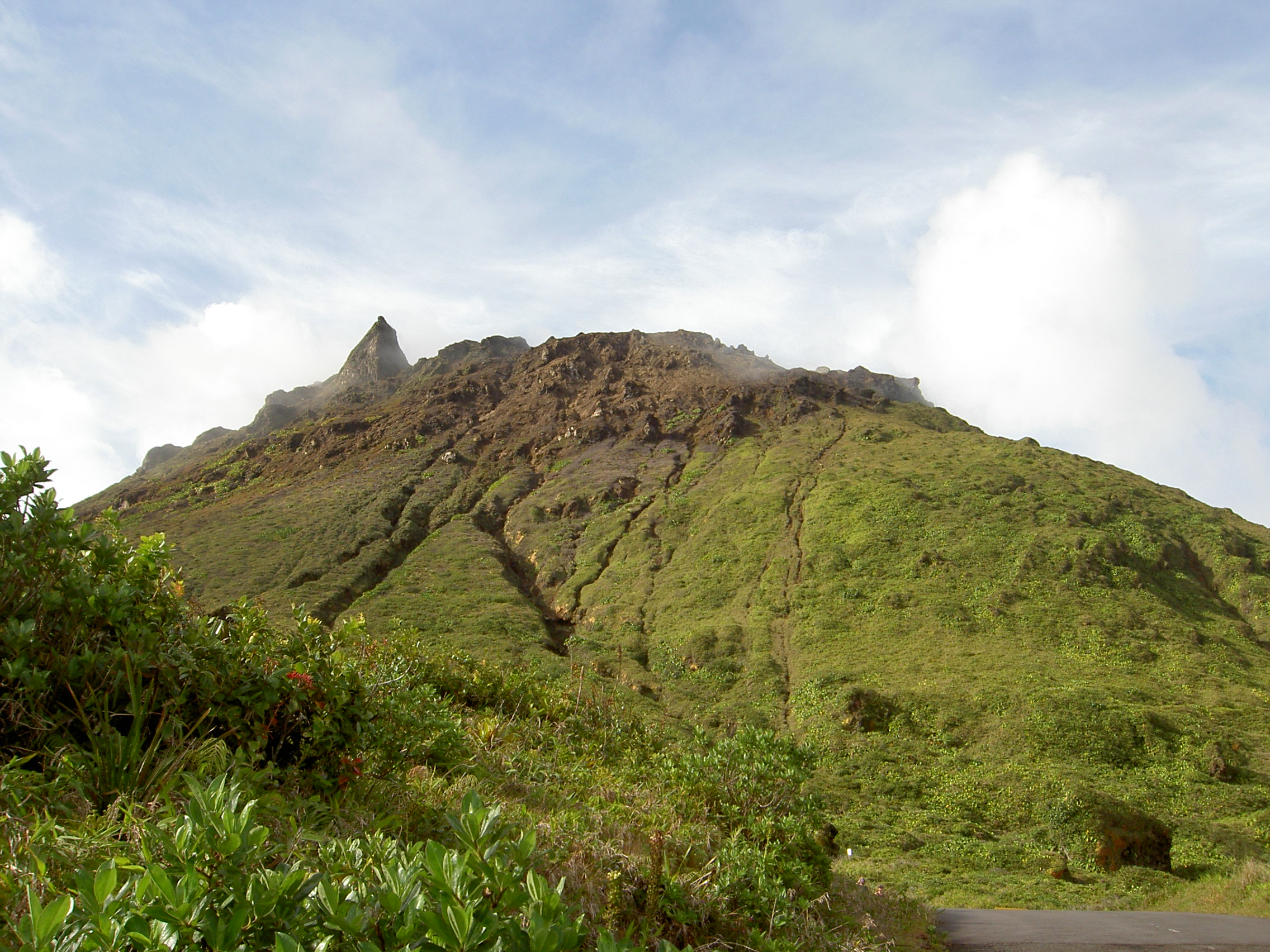
Wulkan Soufrière

## Rzeźba
Archipelag Gwadelupy należy do jednostki fizyczno-geograficznej zwanej śródziemnomorzem amerykańskim. Wyspy cechują się zróżnicowanym krajobrazem. Gwadelupa dzieląca się na Basse-Terre i Grande-Terre jest zróżnicowane pod względem rzeźby. Zachodnia Basse-Terre to obszar górzysty, wulkaniczny, gdzie występują także wyżynne obszary, a niziny ograniczają się do wybrzeża. Najwyższy szczyt terytorium Gwadelupy, czynny wulkan – Soufrière jest wysoki na 1467 m n.p.m. Grande-Terre to nizinna część Gwadelupy, gdzie najwyższy punkt leży na 136 m n.p.m. Pozostałe wyspy także cechują się urozmaiconą rzeźbą. La Désirade jest zasadniczo nizinna, ale jej wnętrze zajmuje płaskowyż. Marie-Galante cechuje się nizinnym, pagórkowatym krajobrazem. Îles de la Petite Terre to niemal płaskie, wybitnie nizinne wyspy. Îles des Saintes cechują się urozmaiconą rzeźbą, gdzie dominują wzniesienia.

## Klimat
Gwadelupa leży w strefie klimatu podrównikowego wilgotnego, gdzie występują dwie pory roku: sucha i deszczowa. Klimat, a przede wszystkim opady kształtowane są przez północno-wschodnie pasaty. 
Temperatury są wysokie, a ich przebieg typowy dla klimatu równikowego, bez większych wahań termicznych w ciągu roku. Średnia temperatura w miesiącach zimowych wynosi 25 °C, a latem średnia dobowa sięga 29 °C. Amplitudy dobowe są niewielkie. 
Opady są dosyć wysokie, ale ich roczna wartość nie przekracza 1800 mm. Średnie wartości wynoszą od 800 mm do ponad 1000 mm rocznie. Opady nie są równomiernie rozłożone w ciągu roku. Pora deszczowa występuje w okresie czerwiec-październik. Najniższe opady występują w półroczu zimowym, gdzie co najmniej jeden miesiąc jest pozbawiony opadów. Co roku region w okresie letnim i jesiennym nawiedzany jest przez huragany. 

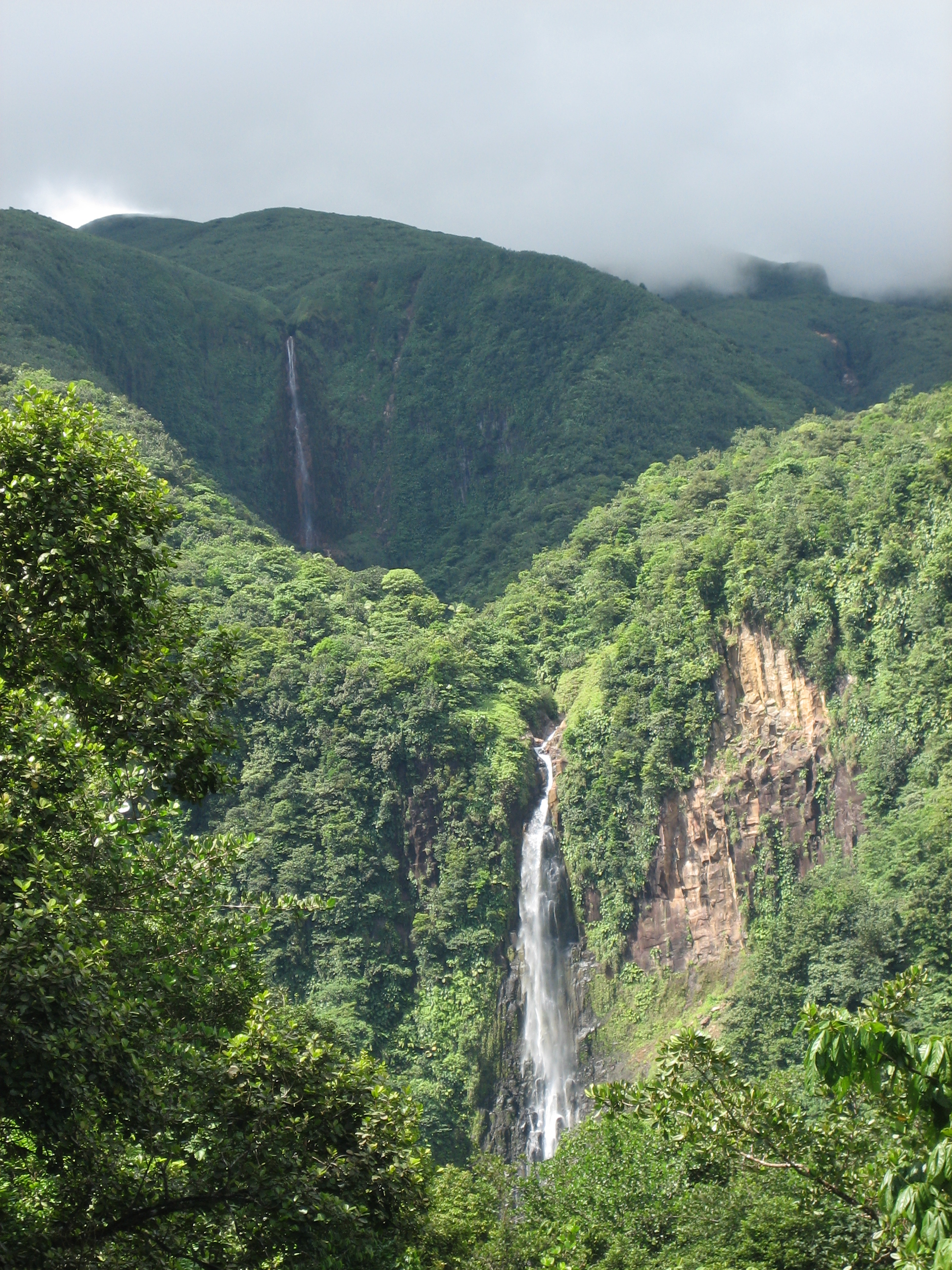
Wodospady na Gwadelupie

## Wody
Sieć rzeczna jest słabo rozwinięta na wszystkich wyspach, a także na samej Gwadelupie. Najwięcej rzek płynie na Basse-Terre, gdzie mające postać górskie cieki wodne spływają zboczami górskimi, tworząc miejscami progi i wysokie wodospady. Na małych wyspach rzek praktycznie nie ma, lub są to niewielkie strumienie, o długości do kilku kilometrów. Rzeki cechują się wysokim poziomem zmienności wodostanu, gdzie największy przybór mają w okresie obfitych opadów deszczu. 

## Gleby
Region archipelagu Gwadelupy należy do karaibskiej krainy glebowej. Powszechnymi glebami są gleby czerwonobrązowe i gleby laterytowe występujące na obszarach górskich.

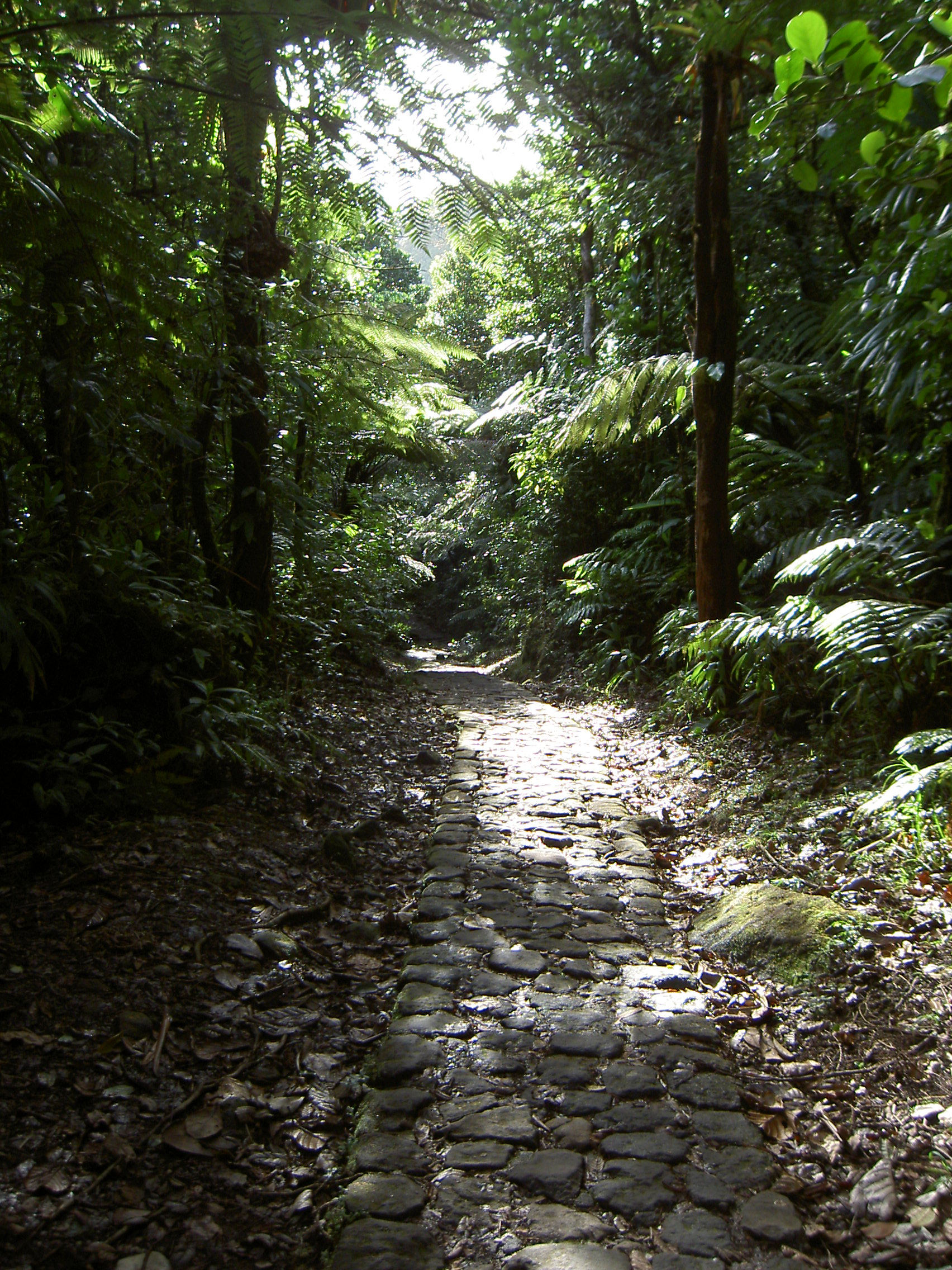
Wiecznie zielony las w pobliżu wulkanu Soufrière

## Flora i fauna
Roślinność jest dobrze zachowana. Mimo wysokiej gęstości zaludnienia i dużego poziomu gospodarczego Gwadelupy, lasy wciąż zajmują ponad jedną trzecią powierzchni terytorium. Wyspę porastają wilgotne lasy równikowe, których drzewa częściowo tracą liście w porze suchej. Lasy te skupiają się głównie na obszarach górskich. Występuje znaczna ilość paproci i bambusów. Charakterystyczne są także palmy i roślinność namorzynowa, która w postaci zarośli porasta niektóre odcinki wybrzeża. Na terenach nizinnych Grande-Terre, a także na Basse-Terre występuje roślinność sawannowa. Wokół wysp rosną współczesne rafy koralowe.
Gwadelupa należy do antylskiej krainy neotropikalnej. Charakterystyczne dla tego regionu jest brak dużych ssaków i występowanie drobnych gryzoni, nietoperzy i jaszczurek. Liczne są owady, a także morskie zwierzęta jak skorupiaki i liczne gatunki ryb.